# Бекерат, Хелен фон

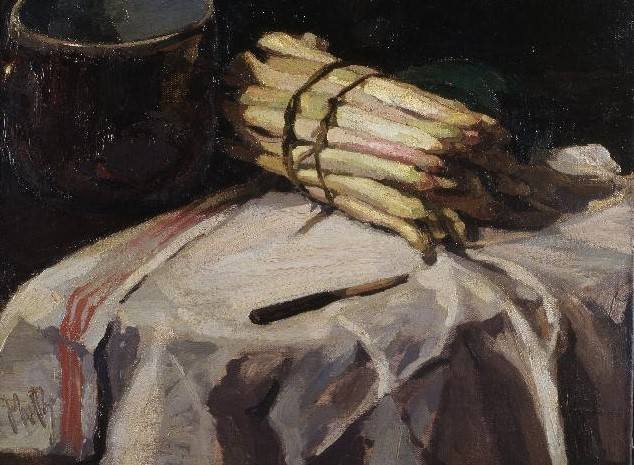
Натюрморт со спаржей

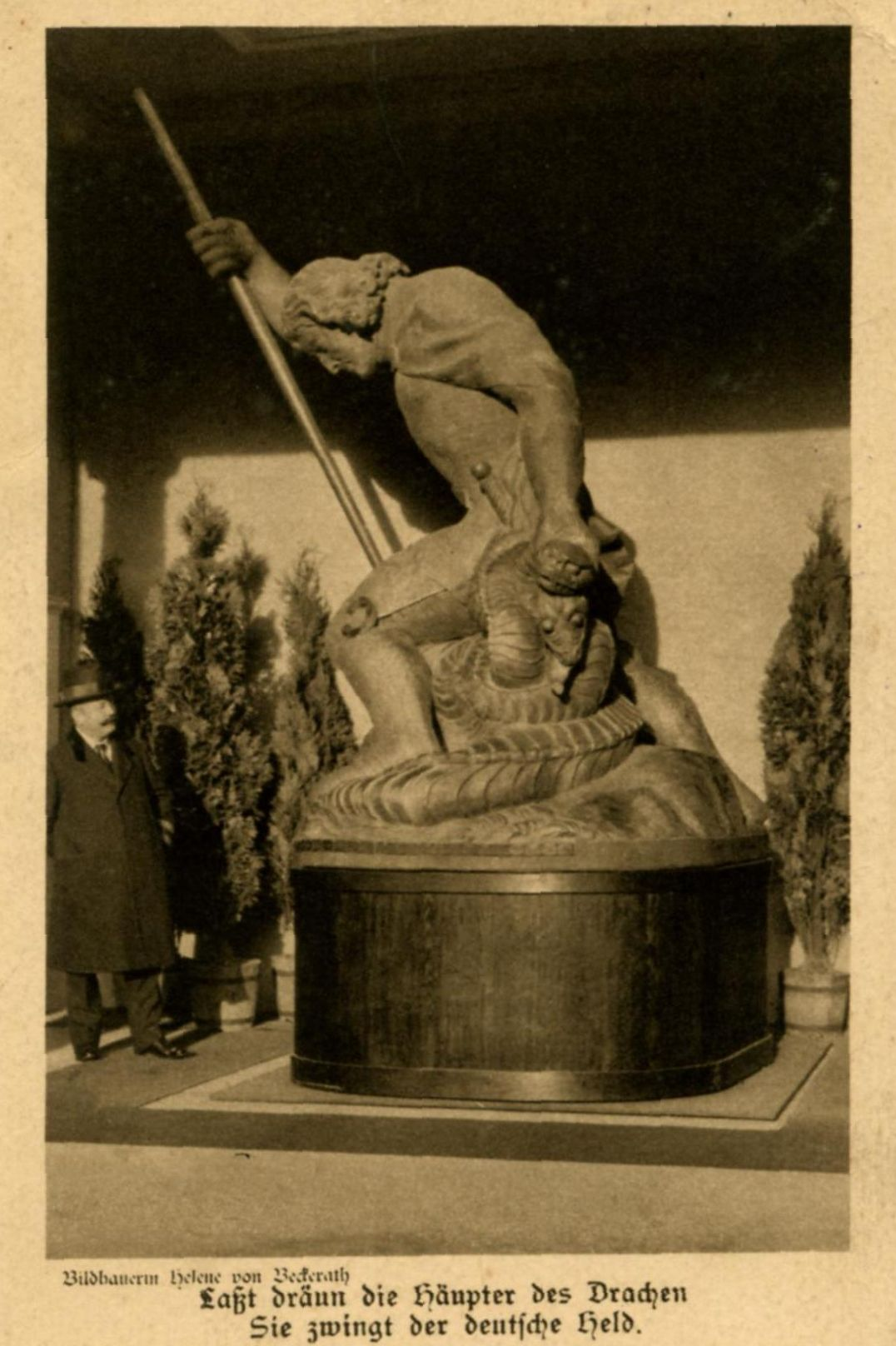
Святой Георгий-змееборец

Хелен фон Бекерат (нем. Helene von Beckerath; 19 февраля 1872, Крефельд — 19 января 1946, Франкфурт-на-Майне) — немецкая художница и скульптор.

## Биография
Брала частные уроки живописи у Теодора Рохолла, Затем, отправилась в Париж, где стала заниматься скульптурой, не прекращая изучать живопись. В Париже была ученицей Жана-Антуана Энжальбера, вместе с которым работала над созданием трёх монументальных фигур для Парижской всемирной выставки 1900 года.
В 1903/04 году была представлена на выставке в Дюссельдорфе с женским портретом, который привлёк внимание публики. Выставка её картин в 1904 году в парижском Салоне сделала Бекерат известной не только в Германии, но и её за пределами. На выставке в Амстердаме в 1912 году была награждена золотой медалью. В 1911—1913 года жила в России, но из-за начала Первой мировой войны ей пришлось уехать на родину.
Здесь Хелен было поручено создать в пропагандистских целях для сбора средств на военные нужды скульптуру Железного воина в образе Святого Георгия-змееборца из дуба.
В 1921 году Хелен фон Бекерат переехала во Франкфурт-на-Майне, где жила и работала до своей смерти в 1946 году. В годы Второй мировой войны создала несколько бюстов Гитлера.